# アルクアータ・スクリーヴィア
アルクアータ・スクリーヴィア（伊: Arquata Scrivia）は、イタリア共和国ピエモンテ州アレッサンドリア県にある、人口約6,400人の基礎自治体（コムーネ）。

## 地理

### 位置・広がり
| 隣接するコムーネは以下の通り。括弧内のGEはジェノヴァ県所属を示す。 - カッロージオ - ガーヴィ - グロンドーナ - イーゾラ・デル・カントーネ (GE) - セッラヴァッレ・スクリーヴィア - ヴィニョーレ・ボルベーラ - ヴォルタッジョ |

### 地震分類
イタリアの地震リスク階級 (it) では、3 に分類される
。

## 行政

### 分離集落
アルクアータ・スクリーヴィアには、以下の分離集落（フラツィオーネ）がある。
- Rigoroso, Varinella, Vocemola, Sottovalle.